# Kim Seon-wu
Kim Seon-wu es una poetessa feminista coreana.
Va néixer el 1970 a Gangneung, província de Gangwon, i és considerada part de la nova onada feminista a la poesia coreana. Kim també és coneguda internacionalment. Ha estat poeta resident al Centre de Nova Zelanda de Traducció Literària de la Universitat Victòria a Wellington el setembre i octubre de 2013.

## Obra
Segons la poeta Na Hui-Deok, la poesia de Kim Seon-wu és plena d'"una tímida però intensa sensualitat reminiscent de la rosada dels pètals de les flors" i "la seva feminitat emana en abundància com el fluid embrionari"."Les dones en la seva poesia són embrions, mares i esposes, tot alhora". La imatge de les dones com a persones generoses, que donen la vida i l'abracen, domina el seu primer volum de poesia "Si la meva llengua rebutja estar atrapada a la boca". La celebració del cos femení és sovint acompanyada de la repugnància per l'opressió masculina. En aquest poema, la poeta visualitza el desig femení de llibertat de l'opressió masculina en una sèrie d'inquietants simbolismes, com una calavera d'un nadó penjada del coll de la seva mare i un ram de camèlies sense cap. La protagonista es veu obligada a cosir trossos d'una nova pell en un monstre que cada vegada es torna més i més gran. El seu intent de matar fracassa perquè la seva "llengua està tancada en la seva boca".
El seu segon volum de poesia "Dormir sota les flors del presseguer" mostra la força de la natura en el seu estat primitiu a través del cos de la dona i les seves característiques reproductives úniques. En Una muntanya erma és la sensualitat i el desig sexual de la dona el que troba la seva expressió en la naturalesa.